# براك بن محيا
براك بن محيا هو  براك بن شهلان بن مصلح بن محيا من الحناتيش من طلحة من الروقة من عتيبة، أحد أمراء قبيلة عتيبة، وأمير الحناتيش، ولد الأمير براك في الحجاز وليس هناك تاريخ محدد لولادته، كما هو الحال لمعظم البدو في ذلك الزمان، ولكن بمعرفة أنه عاصر الكثير من الحكام مثل تركي بن عبد الله آل سعود (1239هـ-1249هـ) وكذلك محمد بن عبد المعين بن عون في الحجاز (1243هـ-1274هـ)، توفي سنة 1271هـ في عالية نجد.

## خيل المحيا
اشتهرت مرابط خيول المحيا في شبه الجزيرة العربية حتى صارت مضرباً للمثل ومحلاً لأبيات الكثير من الشعراء ومنهم شالح بن هدلان الذي وصفها بأبياته: 

## وقعة طلال الأولى
في طلال (الماء المعروف في عالية نجد) حدثت وقعة طلال الأولى عام 1247 هـ ووقعة طلال الثانية عام 1290 هـ، حيث جمع فيصل بن تركي بن عبد الله آل سعود عندما كان مساعداً لوالده جيشاً من القبائل يسير به غازيًا قبائل الروقة من عتيبة، وقد شارك براك بن محيا وجماعته في وقعة طلال الأولى.

## رسالة خورشيد باشا
عام 1255 هـ أرسل خورشيد باشا للباشا معاون حول تعهد مشائخ القبائل بتقديم الجمال المطلوبة مرفقاً بتقارير محمد ناصر له بخصوص شيوخ عتيبة المطلوب منهم الجمال، حيث ذكرت الوثيقة تقديم الأمير براك بن محيا شيخ الحناتيش 200 من الإبل باسمه وباسم قبيلة الحناتيش.

## اجتماع الوسم
عام 1255 هـ حصل نزاع بين بعض قبائل طلحة من الروقة من عتيبة في الحجاز بسبب الوسم، وجمع براك شيوخ تلك القبائل في وادي سفيرة في الحجاز وتم الاتفاق على تغيير المسمى إلى المغزل، ووسمه يتيم لقبيلة الحناتيش من عتيبة فقط وعلى كل قبيلة من طلحة تضع شاهد لها، وكتب بينهم هذا الاتفاق وصادق عليه عبد الله بن بركات الشريف.

## وقعة الدفينة
عام 1263 هـ قام الأمير محمد بن هادي بن قرملة بشن غارة على الأمير مسلط بن ربيعان وجماعته في الدفينة، وكان الأمير براك بن محيا، وتسعة من فرسان الحناتيش من عتيبة يمكثون بالقرب من بئر الدفينة التي حصلت بها المعركة، وفي الوقت الذي اشتد القتال بين قبيلة عتيبة وقبيلة قحطان وصل الخبر لبراك فذهب بجماعته إلى موقع المعركة مسانداً أبناء عمومته حتى انتصروا في ذلك الوقعة.

## نزول عتيبة إلى نجد
عام 1268 هـ اجتمعت قبيلة عتيبة، واتفقت على النزول من أرض الحجاز إلى وسط نجد للبحث عن المراعي، وكان براك بن محيا على رأس جزء كبير من قبائل طلحة من الروقة، وحدثت العديد من المعارك مع قبيلة قحطان التي تسكن وسط نجد في ذلك الوقت.

## وفاته
توفي براك بن محيا سنة 1271 هـ في نجد.